# Schweigt stille, plaudert nicht

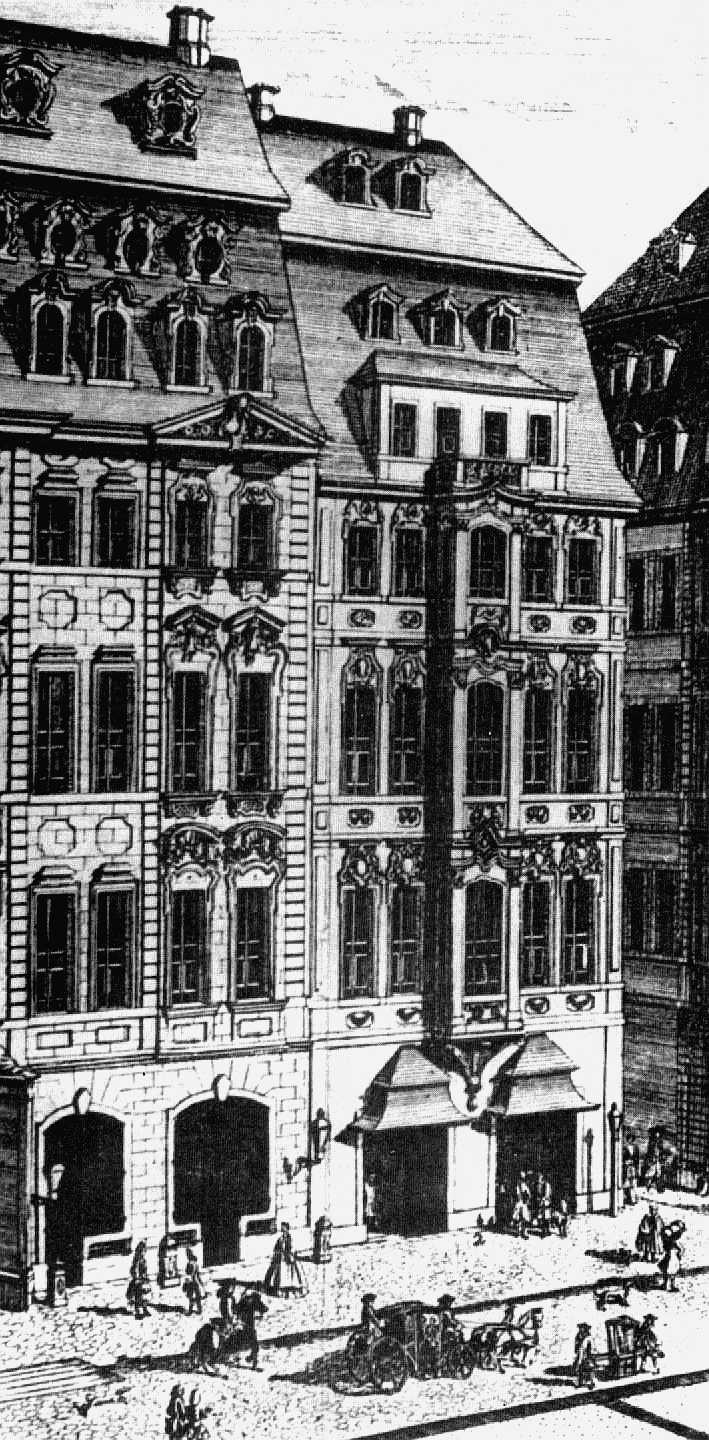
Zimmermannisches Caffee-Hauß (rechts)

Schweigt stille, plaudert nicht (BWV 211), auch bekannt als Kaffeekantate, ist eine weltliche Kantate von Johann Sebastian Bach.

## Entstehung
Dem Werk liegt eine Dichtung von Picander zugrunde, die dieser 1732 veröffentlichte. Vermutlich entstand die Kantate 1734, um im Zimmermannschen Kaffeehaus in Leipzig aufgeführt zu werden. Der Text muss zur damaligen Zeit populär gewesen sein, da er neben Bach von mindestens zwei weiteren Komponisten aufgegriffen wurde, wobei nur Bachs Interpretation einen zusätzlichen Schlussteil aufweist, dessen Urheberschaft durch Picander oder Bach selbst nicht gesichert ist. Es wird davon ausgegangen, dass Bach die Uraufführung der Kantate im Leipziger Café Zimmermann geleitet hat.

## Inhalt
Im Gegensatz zu den meisten anderen weltlichen Kantaten Bachs ist dieses Werk keine Huldigung an die Obrigkeit, sondern skizziert humorvoll-ironisch eine Szene aus dem bürgerlichen Leben der Leipziger: Herr Schlendrian (Bass) versucht mit wütenden Drohungen, seiner Tochter Liesgen (Sopran) die Unsitte des täglichen Kaffeetrinkens abzugewöhnen. Erst als er ihr die Erlaubnis zur Heirat in Aussicht stellt, lenkt die eigenwillige Tochter zunächst in der Arie „Heute noch, lieber Vater, tut es doch“ ein, lässt aber im anschließenden Rezitativ des Erzählers heimlich verbreiten, dass sie nur einen Mann akzeptiert, der ihr auch in der Ehe jederzeit das Kaffeetrinken gestattet. Mit einem ironisch-versöhnlichen Terzett der drei Gesangssolisten „Die Katze lässt das Mausen nicht“ endet die Kantate.

## Sätze
- Rezitativ (Tenor): Schweigt stille, plaudert nicht
- Arie (Bass): Hat man nicht mit seinen Kindern
- Rezitativ (Sopran, Bass): Du böses Kind, du loses Mädchen, Ach!
- Arie (Sopran): Ei! wie schmeckt der Coffee süße
- Rezitativ (Sopran, Bass): Wenn du mir nicht den Coffee läßt
- Arie (Bass): Mädchen, die von harten Sinnen
- Rezitativ (Sopran, Bass): Nun folge, was dein Vater spricht!
- Arie (Sopran): Heute noch, lieber Vater
- Rezitativ (Tenor): Nun geht und sucht der alte Schlendrian
- Terzett: Die Katze läßt das Mausen nicht

## Besetzung
- Erzähler (Tenor)
- Herr Schlendrian, der Vater (Bass)
- Liesgen, seine Tochter (Sopran)
- Instrumentalensemble aus Traversflöte, 2 Violinen, Bratsche und Basso continuo

## Besonderheiten
Das Werk ist für Bach insofern ungewöhnlich, als es im Gegensatz zu fast allen anderen Kantaten Bachs weder in das Genre der Kirchenkantaten fällt noch der Gruppe der Huldigungsmusiken für ein Fürstenhaus zuzurechnen ist. Es verrät einen gewissen Sinn für Humor des Komponisten, der es versteht, die Charaktere der handelnden Personen mit musikalischen Mitteln zu karikieren. Der wahrscheinlich bekannteste der insgesamt 10 Sätze ist Liesgens von der Traversflöte begleitete Arie „Ei! wie schmeckt der Coffee süße“.